# Batalla de Burnt Corn
La batalla de Burnt Corn, també coneguda com la batalla de Burnt Corn Creek, fou una topada entre les forces armades dels Estats Units i indis creek que va tenir lloc el 27 de juliol de 1813 en l'actual sud d'Alabama. La batalla forma part de la Guerra Creek.

## Antecedents
En juliol de 1813 Peter McQueen i una gran partida de guerrers "Bastons Vermells" marxaren a Pensacola, Florida a comprar municions, amb £400 i una carta per a l'oficial britànic a Fort Malden. En paraules de McQueen, el governador espanyol els va donar "una petita bossa de pólvora per cada deu viles, i cinc bales per cada home." El governador representava això com un "regal d'amistat, amb fins de cacera".
Però Samuel Moniac, un guerrer creek, testificà el 2 d'agost de 1813 després dels esdeveniments, “High Head em va dir que, quan van tornar amb el seu subministrament, un altre grup d'homes passaria a un altre subministrament de municions; i que deu homes havien d'anar fora de la ciutat, i es calculen sobre "cinc cavalls càrregues per a cada ciutat'.”

## Batalla
Els soldats dels Estats Units a Fort Mims havien sentir parlar de la missió de McQueen i hi enviaren ràpidament una força organitzada, liderada pel coronel James Caller i el capità Dixon Bailey, a interceptar la partida de McQueen. Els estatunidencs emboscaren als Bastons Vermells Americans quan descansaven a la nit a la vora del Burnt Corn Creek, a l'actual nord del comtat d'Escambia, Alabama.
Els americans dispersaren els Bastons Vermells, que van fugir als pantans pròxims. Esperonats per la victòria, els nord-americans van començar el saqueig cavalls de càrrega dels Bastons Vermells. Des del pantà, els creeks va notar que els nord-americans havien abaixat la guàrdia, es reagruparen i va llançar un atac sorpresa que va dispersar als nord-americans.